# Didymolophus perrieri
Didymolophus perrieri is een keversoort uit de familie Cebrionidae. De wetenschappelijke naam van de soort is voor het eerst geldig gepubliceerd in 1904 door Fairmaire.